# Slapovi Niagare
Slapovi Niagare (Niagarini slapovi; eng. Niagara Falls) predstavljaju niz masivnih vodopada koji se nalaze na rijeci Niagari u istočnome dijelu Sjeverne Amerike, na granici Sjedinjenih Američkih Država i Kanade. To su zapravo tri odvojena vodopada, ne osobito visoki, ali zato vrlo široki.
Sa 168 000 kubnih metara vode u minuti jedni su od najpoznatijih slapova svijeta.
Iako ne osobito visoki, slapovi Niagare predstavljaju jedne od najširih i najprotočnijih vodopada na svijetu. 
Poznati su po svojoj ljepoti te služe kao popularno Turističko odredište i izvor hidroelektrične energije. Na suprotnim obalama smješteni su gradovi-blizanci Niagara Falls, New York i Niagara Falls, Ontario.
Niagara („voda što grmi”) naziv je koji su ovom slapu, koji danas tvori granicu između SAD-a i Kanade, nadjenuli američki Indijanci. Od jezera Erie rijeka Niagara mirno teče gotovo 56 km, no u blizini jezera Ontario pretvara se u brzace koji užurbano jure prema kataraktu u magli vodene prašine i duga. Potom slijedi dramatičan pad od otprilike 50 metara u kojemu se bujica uz grmljavinu strmoglavljuje u podignutu pjenu kao da pada u ponor bez dna. Otok Goat, na rubu kaskade, rijeku dijeli na dva djela. Američki slapovi na istočnoj stranai tvore ravnu crtu dugu oko 300 metara, a kanadski slapovi Horseshoe (Slapovi potkove) dvostruko su duži i, kako im i ime govori, imaju oblik potkove.
Prigodom Dana državnosti u Hrvatskoj, slapovi se osvjetljuju u bojama hrvatske zastave.